# Laimerstadt
Laimerstadt ist ein Ortsteil des Marktes Altmannstein im oberbayerischen Landkreis Eichstätt.

## Lage
Das Kirchdorf liegt in den sanft hügeligen Anhöhen des hier beginnenden Jura an der Staatsstraße 2232 etwa 8 km südlich des Altmühltales. Die weiten Ebenen des Donautales befinden sich ca. 10 km südlich des Dorfes.
Regensburg ist in östlicher Richtung ca. 45 km, Ingolstadt in westlicher 30 km entfernt. München liegt ca. 100 km südlich des Ortes.

## Geschichte
Nördlich des Ortes zieht der raetische Limes vorbei, erkennbar über einige hundert Meter als terrassenartig abgestufter Feldrain.
Das Kirchdorf wurde im Jahre 907 erstmals als „Liumaresstat“ urkundlich erwähnt. Aus dem Urbar von 1326 geht hervor, dass der Ort zur Burg Altmannstein gehörte.
Im Jahre 1968 wurde eine Flurbereinigung durchgeführt.
Am 1. Mai 1978 wurde Laimerstadt in den Markt Altmannstein eingegliedert.

## Kirche
Die katholische Kirche St. Walburga, eine Nebenkirche von Hienheim, wurde unter Benutzung eines gotischen Ostturmes im 18. Jahrhundert neu erbaut und 1850 verlängert. Sie ist von einer Friedhofsmauer umgeben; der Friedhof ist aufgelassen. Im Jahre 1971 erfolgte eine Renovierung.

## Rad- und Fußwanderwege
Durch Laimerstadt führt der 170 bzw. 155 km lange Radwanderweg Via Raetica, der dabei der historischen Via Raetia folgt.
Durch den Ort führt außerdem der Deutsche Limes-Radweg. Dieser  folgt dem Obergermanisch-Raetischen Limes über 818 km von Bad Hönningen am Rhein nach Regensburg an der Donau.
Auch der Limeswanderweg verläuft durch Laimerstadt.